# عاطفه اسدی
عاطفه اسدی (فروردین ۱۳۷۳) شاعر، نویسنده، مترجم، ویراستار و ترانه‌سرای معاصر ایرانی است. او در سال ۱۴۰۱ برندهٔ بورس هانا آرنت شد و از آن زمان، ساکن کشور آلمان است.

## زندگی شخصی
عاطفه اسدی در شهر تهران در ایران به دنیا آمد و تحصیلات دانشگاهی خود را در زمینهٔ مترجمی زبان انگلیسی به پایان رساند. او در سال ۱۴۰۱ به آلمان مهاجرت کرد و هم‌اکنون در شهر هانوفر زندگی می‌کند.

## فعالیت‌های هنری
اسدی در ایران با نشریات و سایت‌های ادبی بسیاری همکاری می‌کرد اما وزارت ارشاد هر سه مجموعه‌داستان او را غیرقابل‌چاپ اعلام و توقیف کرد. در ایران بسیاری از مقالات و آثار او در نشریات و سایت‌هایی مانند سایه‌ها، کنصفر، کتابچی و مُروا منتشر می‌شد.
او در سال ۱۴۰۱ به‌خاطر آنچه بنیاد هانا آرنت آن را «آثار چشمگیر ادبی و تعهد تزلزل‌ناپذیر به آزادی بیان» نامید، برندهٔ بورس این بنیاد شد و به کشور آلمان مهاجرت کرد.
داستان‌ها و اشعار او در سال‌های اخیر به زبان‌های مختلف ترجمه شده و در کشورهایی نظیر آلمان و ایتالیا به چاپ رسیده است. درونمایهٔ بسیاری از آثار او را دغدغه‌هایی نظیر زنان، اقلیت‌ها، مهاجرت، تبعیض و آزادی شکل می‌دهد.
او در اروپا در بسیاری از کارگاه‌های مرتبط با مسئله «ادبیات در تبعید» به‌عنوان سخنران شرکت داشته است. همچنین او در مدارس آلمان به‌عنوان مهمان به داستان‌خوانی و تدریس می‌پردازد. او هم‌اکنون مسئول بخش ادبیات نشریه همیاری در کانادا است.
وی همچنین در طراحی سازهٔ «زن، زندگی، آزادی» که توسط مجسمه‌ساز آلمانی «کرومل» ساخته شده، همکاری داشته است.

## فعالیت‌های اجتماعی و سیاسی
اسدی پس از توقیف آثارش در ایران، آن‌ها را به شکل زیرزمینی عرضه کرد و همین فعالیت‌ها به همراه حضور در اعتراضات منجر به بازداشت او شد.
او علاوه بر فعالیت ادبی، در سال‌های اخیر به‌عنوان منتقد سیاست‌های حکومت ایران در مجامع و همایش‌های مختلف، فعالیت داشته است که از آن‌جمله می‌توان به سخنرانی در همایش وکسفو نروژ، پناهگاه‌های امن یونان و نشست‌های سالیانهٔ آیکورن در دانمارک و بلژیک اشاره کرد.
وی در مصاحبه‌های مختلف بارها از جنبش زن، زندگی، آزادی حمایت کرده و خواستار حمایت کشورهای خارجی از قیام مردم ایران و قرار گرفتن سپاه پاسداران در ردهٔ سازمان‌های تروریستی شده است.
از عاطفه اسدی مقالات بسیاری پیرامون ادبیات، هنر و وضعیت سیاسی ایران در نشریات اروپا به چاپ رسیده که مقاله‌ای از او با عنوان «ما مردم ایران همیشه تنها بوده‌ایم» که در میانهٔ جنگ ایران و اسرائیل در روزنامه «فرانکفورتر آلگماینه زایتونگ» به چاپ رسید، پس از استقبال مخاطبان به زبان‌های انگلیسی و فرانسه ترجمه شد و در لیست مقالات مهم سایت‌هایی مانند پرلن‌تاوشر و رادیو فرهنگ آلمان قرار گرفت.